# Erik Kivi
Erik Kivi, född Erik Johansson Lähteenmäki 24 maj 1881 i Alastaro, död 26 december 1954 i Tammela, var en amerikafinländsk sångare, violinist och finsnickare.
Kivi emigrerade till USA 1907 och verkade där som musiker. I USA antog han namnet Erik Kiviranta, vilket han senare ändrade till Erik Kivi. 1926 gjorde han som sångare och violinist sjutton skivinspelningar för bolaget Victor. Kivis mest kända skivinspelning är troligen Punaliivi, till vilken Kivi möjligen skrev texten. Kivi återvände sedermera till Finland och arbetade som instrumenttillverkare och instrumentreparatör samt brukade uppträda som sångare.
Som finsnickare tillverkade Kivi omkring 1 000 fioler, varav den mest kända var en fiol byggd av 10 000 tandpetare. Arbetet med byggandet av den började 1914 och avslutades i juli 1926. Byggandet tog sammanlagt 2 450 timmar. Fiolen ställdes ut på världsutställningen i Philadelphia 1926 där den registrerades.

## Skivinspelningar

### 9 augusti 1926
- Laula kukko (enbart som violinist)
- Masuska (enbart som violinist)
- Merimiehen valssi
- Porin poika

### 8 oktober 1926
- Batespan
- Kivi-Erkin polkka
- Masurkka (enbart som violinist)
- Sepänsälli-sotiisi (enbart som violinist)
- Sotiisi (enbart som violinist)
- Vintelska (enbart som violinist)

### 16 november 1926
- Fitchburgin akkain kahvi-polka (enbart som violinist)
- Hotellilaulu
- Lapsuuden koti
- Mankin laulu
- Matin Maija
- Punaliivi
- Siniaaltoset
- Suutari Otto